# Бунроку
Бунроку (文禄) је јапанска ера (ненко) која је настала после Теншо и пре Кеичо ере. Временски је трајала од децембра 1592. до октобра 1596. године и припадала је Момојама периоду. Владајући монарх био је цар Го Јозеи.

## Важнији догађаји Бунроку ере
- 1592. (Бунроку 1): Тојотоми Хидејоши врши инвазију на Кореју.[3][1]
- 1592. (Бунроку 1): Огасава Садајори тврди да је пронашао Бонин острва а ту му територију као награду поклања Тојотоми Хидејоши.[4]
- 1592. (Бунроку 1): Искован је нови сребрњак „Бунроку цухо“ како би се исплатила Хидејошијева војска. Кованица је била широка 23.25 mm и тежила је око 3.75 грама. У исто време је искован и бакарни новац али до данас није остао сачуван.[1]
- 1593. (Бунроку 2): Рођен је Тојотоми Хидејори који је виђен као могући наследник Хидејошија.[5]
- 1595. (Бунроку 4): Тојотоми Хидецугу губи свој положај и политичку моћ.[6]
- 1589-1595.: Започета је полопривредна реформа (Бунроку но Кенчи) коју је иницирао Хидејоши имајући у виду општи попис становништва и национално истраживање.[1]